# Edward Lucie-Smith
John Edward McKenzie Lucie-Smith (Kingston, Jamaica, 1933. február 27.–) angol író, költő, kritikus.

## Élete
Családjával 1946-ban költözött Jamaicából Angliába. Canterburyben, a The King's Schoolban tanult, ezután rövid időt töltött Párizsban. 1951 és 1954 közt az oxfordi Merton Főiskolán történelmet hallgatott. 
Tanulmányai végeztével a Brit Királyi Légierő kötelékében mint oktatási tiszt és szövegíró szolgált. Philip Hobsbaummal közösen szervezte meg a The Group nevű londoni költőcsoportot.
Az 1980-as évek elején több interjúsorozatot is készített Beszélgetések művészekkel címen a BBC számára. Közreműködött a The London Magazine-ben, itt művészeti áttekintéseket, elemzéseket írt, ezenfelül rendszeresen publikált az ArtReview című független művészeti lapban is, az 1960-as évektől egészen a 2000-es évekig. Csaknem száz kötete jelent meg, amelyekben művészettörténettel, híres alkotók életrajzaival és költészettel foglalkozik. 
Számos kiállítás kurátora volt, többek közt a Peter Moores üzletember, műgyűjtő gyűjteményét bemutató kiállítássorozaté Liverpoolban. A Bermondsey Project Space kurátora.

## Munkái

### Vers és próza
- Lucie-Smith, Edward. J. E. M. Lucie-Smith, The Fantasy Poets; No. 25. Eynsham, Oxford: Fantasy Press (1954)
- A Tropical Childhood and Other Poems (1961)
- Confessions & Histories (1964)
- Penguin Modern Poets 6 (1964; társszerzők: Jack Clemo és George MacBeth)
- A Game of French and English (1965), versek
- Jazz for the N.U.F. (1965)
- Mystery in the Universe: Notes on An Interview with Allen Ginsberg (1965)
- The Penguin Book of Elizabethan Verse (1965), szerkesztő
- A Choice of Browning's Verse (1967)
- Five Great Odes by Paul Claudel (1967), fordító
- Borrowed Emblems (1967)
- Jonah: Selected Poems of Jean-Paul de Dadelsen (1967), fordító
- Silence (1967), költészet
- The Penguin Book of Satirical Verse (1967), szerkesztő
- The Little Press Movement in England and America (1968)
- More Beasts for Guillaume Apollinaire (1968)
- Snow Poem (1968)
- Towards Silence (1968)
- Egyptian Ode (1969)
- Holding Your Eight Hands (1969; science fiction verse anthology), szerkesztő
- Six Kinds of Creature (1969)
- Six More Beasts (1970)
- British Poetry since 1945 (1970 anthology), szerkesztő
- The Rhino (1971) Ralph Steadmannel
- A Garland from the Greek (1971)
- French Poetry Today: a bilingual anthology (1971; társszerkesztő Simon Watson Taylor)
- Primer of Experimental Poetry 1, 1870–1922. Volume I (1971), szerkesztő
- Two Poems of the Night (1972; Ralph Steadmannel)
- The Well-Wishers (1974)
- Joan of Arc (1976)
- The Dark Pageant (1977)
- One Man Show (1981), Beryl Cookkal
- Private View (1981), Beryl Cookkal
- Bertie and the Big Red Ball (1982; Beryl Cookkal)
- Beasts with Bad Morals (1984)
- Poems for Clocks (1986)
- Changing Shape: New and Selected Poems (2002)

### Művészettörténeti írásai

#### 1960–1979
- Rubens (1961)
- What Is a Painting? (1966)
- Liverpool Scene: Recorded Live along the Mersey Beat (1967), szerkesztő
- Sergei De Diaghileff (1929) (1968) Anthony Howell-lel
- Thinking about Art: Critical Essays (1968)
- Movements in Art since 1945 (1969)
- Art in Britain 1969–70 (1970) Patricia White-tal
- A Concise History of French Painting (1971)
- Eroticism in Western Art (1972; átdolgozva Sexuality in Western Art, 1991)
- Symbolist Art (1972)
- Movements in Modern Art (1973; Donald Carroll-lal)
- The First London Catalogue (1974)
- Late Modern: The Visual Arts Since 1945 (1975)
- The Invented Eye: Masterpieces of Photography, 1839–1914 (1975)
- The Waking Dream Fantasy and the Surreal in Graphic Art 1450–1900 (1975; Aline Jacquot-val)
- The Burnt Child: An Autobiography (1975)
- World of the Makers: Today's Master Craftsmen and Craftswomen (1975)
- How the Rich Lived: The Painter as Witness 1870–1914 (1976; Celestine Darsszal)
- Fantin-Latour (1977)
- Art Today: From Abstract Expressionism to Superrealism (1977)
- Joan of Arc (1977)
- Toulouse-Lautrec (1977)
- Work and Struggle: The Painter as Witness, 1870–1914 (1977; Celestine Darsszal)
- Outcasts of the Sea: Pirates and Piracy (1978)
- A Concise History of Furniture (1979)
- A Cultural Calendar of the 20th Century (1979)
- Super Realism (1979)

#### 1980–1999
- Art in the Seventies (1980)
- The Story of Craft: The Craftsman's Role in Society (Phaidon, Oxford, 1981 ISBN 0714820377)
- The Art of Caricature (1981)
- The Body Images of the Nude (1981)
- The Sculpture of Helaine Blumenfeld (1982)
- A History of Industrial Design (1983)
- The Thames & Hudson Dictionary of Art Terms (1984)
- Nudes and Flowers: 40 Watercolours by David Hutter (1984)
- Steve Hawley (1984)
- Art of the 1930s: The Age of Anxiety (1985)
- American Art Now (1985)
- Lives of the Great Twentieth Century Artists (1985)
- The Male Nude: A Modern View (1985; François De Louville-lal; könyvműves David Hockney, R. B. Kitaj & David Shaw, et al.)
- Michael Leonard: Paintings (1985; Lincoln Kirsteinnel)
- American Craft Today: Poetry of the Physical (1986; Paul J. Smith-szel)
- Sculpture Since 1945 (1987)
- The Self Portrait: A Modern View (1987; Sean Kellyvel)
- The New British Painting (1988; Carolyn Cohennel és Judith Higginsszel)
- The Essential Osbert Lancaster: An Anthology in Brush and Pen (1988) szerkesztő
- Impressionist Women (1989)
- Art in the Eighties (1990)
- Art Deco Painting (1990)
- Fletcher Benton (1990; Paul J. Karlstrommal)
- Jean Rustin (1990)
- Harry Holland: The Painter and Reality (1991)
- Keith Vaughan 1912–1977: Drawings of the Young Male (1991)
- Wendy Taylor (1992)
- Andres Nagel (1992)
- Alexander (1992)
- Art and Civilization (1992)
- The Faber Book of Art Anecdotes (1992), szerkesztő
- Luis Caballero: Paintings & Drawings (1992)
- 20th Century Latin American Art (1993)
- Edward Lucie-Smith on Elizabeth Fritsch: Vessels from another World, Metaphysical pots Painted Stoneware, Bellew Publishing, (1993)[10]
- British Art Now – A Personal View (1993; Zsuzsi Robozzal és Max Wykes-Joyce-szal)
- Fritz Scholder, A Survey of Paintings 1970–1993 (1993)
- Race, Sex and Gender in Contemporary Art: The Rise of Minority Culture (1994)
- Elisabeth Frink: A Portrait (1994)
- John Kirby: The Company of Strangers (1994)
- American Realism (1994)
- Art Today (1995)
- Panayiotis Kalorkoti, Reflections of Grizedale (Acrylics, Watercolours, Etchings) (1995)
- Visual Arts in the 20th Century (1996)
- Leonardo Nierman: 1987–1994 Painting/Sculpture/Tapestry (1996)
- Albert Paley (1996)
- Ars Erotica: An Arousing History of Erotic Art (1997)
- Dunbar Mining The Surfaces (1997)
- Glenys Barton (1997; Adrian Flowersszel és Robin Warwick Gibsonnal)
- Impressionist Women: Reality Observed (1997)
- Adam: The Male Figure in Art (1998)
- Chadwick (1998)
- Zoo: Animals in Art (1998)
- Lives of the Great 20th Century Artists (1999)
- Sean Henry – the Centre of the Universe (1999; Beatrice F. Buscarolival)
- Women and Art: Contested Territory (1999), Judy Chicagóval

#### 2000-től napjainkig
- Judy Chicago: An American Vision (2000)
- Flesh and Stone (2000)
- Sergio Ceccotti, Editions Lachenal & Ritter, Párizs, 2001
- Art Tomorrow (2002)
- Roberto Marquez (2002)
- David Remfry: Dancers (2003; Dore Ashtonnal és Carter Ratcliff-fel)
- Color of Time: The Photographs of Sean Scully (2004; Arthur C. Dantóval és Mia Finemannel)
- Censoring the Body (2007)
- Byzantium & Beyond: The Paintings of Dave Pearson (2012; Margaret Myttonnal)
- Lucie-Smith, Edward (2014. június 1.). „A child of World War I”. The London Magazine, 106–18. o.
- Amazonia Imagined (2016)
- Pop Expressionism (2016)
- Steven Heffer; A Very British Modernist (2016)
- Painting with Both Hands (2017)
- New Dimensions in Art (2017)

## Magyarul
- XX. századi művészek élete; ford. Bora Györgyi et al.; Glória, Bp., 2000